# New Delhi metalo-beta-laktamáza

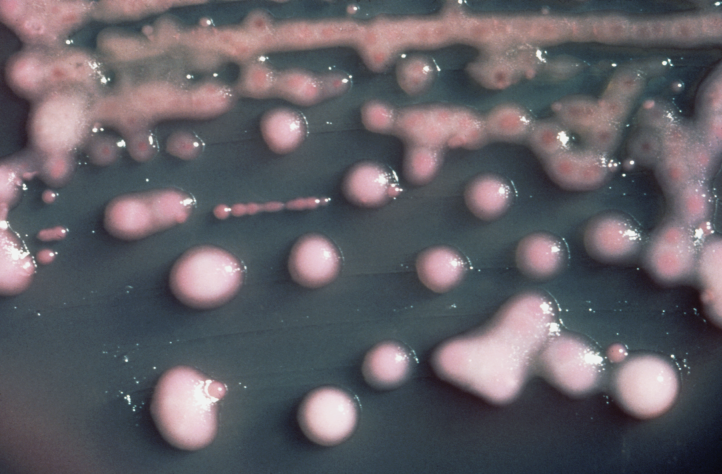
Klebsiella pneumoniae - bakterie, u které byl NDM-1 poprvé identifikován

New Delhi metalo-beta-laktamáza (zkráceně NDM-1) je nově identifikovaný enzym, který činí bakterie rezistentní na antibiotika ze skupiny karbapenemů. Gen pro tvorbu tohoto enzymu je členem skupiny genů, které jsou odpovědny za produkci beta-laktamázových enzymů nazývaných karbapenemázy. Tyto enzymy inaktivují širokou škálu beta-laktamových antibiotik. Bakterie nesoucí gen NDM-1 jsou novináři někdy zmiňovány jako „superbakterie“. Britská organizace Health Protection Agency však tvrdí, že „většina izolátů s NDM-1 je rezistentní na všechna standardní nitrožilní antibiotika pro léčbu závažných infekcí“.
NDM-1 byl poprvé identifikován v prosinci 2009 u pacienta hospitalizovaného v Novém Dillí s infekcí Klebsiella pneumoniae. Jeho výskyt byl detekován u bakterií v Indii, Pákistánu, Spojeném království, Spojených státech a Belgii. Nejčastějšími organizmy produkujícími tento enzym jsou gramnegativní bakterie E.coli a Klebsiella pneumoniae, gen se ovšem může přenášet i na jiné bakterie horizontálním přenosem. Výskyt rezistentních gramnegativních bakterií je v kontrastu s běžnějšími rezistentními bakteriemi jako MRSA, které jsou grampozitivní.

## Funkce

Struktura základu molekul karbapenemů

Karbapenemy jsou třída beta-laktamových antibiotik, která byla dosud schopna zabíjet bakterie inhibicí syntézy jedné z vrstev buněčné stěny. Karbapenemy byly vyvinuty jako antibiotika méně citlivá na inaktivaci beta-laktamázami, které produkují bakterie rezistentní na antibiotika, jako je penicilin. Gen blaNDM-1 způsobuje produkci karbapenemázy NDM-1, která hydrolyzuje a inaktivuje tato karbapenemová antibiotika. Karbapenemázy jsou zvláště nebezpečným mechanismem rezistence, protože mohou inaktivovat širokou škálu různých antibiotik. Enzym NDM-1 je třída B metalo-beta-laktamáz; jiné typy karbapenemáz patří do třídy A nebo D beta-laktamáz. Karbapenemáza třídy A Klebsiella pneumoniae je nejčastějším typem tohoto enzymu a byla poprvé detekována v Severní Karolíně v roce 1996, od té doby se rozšířila po celém světě. Pozdější publikace ukázala, že Enterobacteriaceae produkující karbapenemázu se v USA staly běžné.
Enzym inhibuje tato antibiotika:
- cefalosporiny
- peniciliny
- karbapenemy

Rezistence způsobované tímto genem proto napomáhá expanzi bakterií, které ho nesou, v lidském hostiteli, protože umožňuje omezení jejich soutěže s populacemi citlivými na původní antibiotickou léčbu (rezistentní bakterie budou mít převahu nad citlivými).

## Původ a rozšíření

Struktura kolistinu, jednoho z mála antibiotik schopných léčit infekce způsobené bakteriemi s NDM-1

Enzym NDM-1 byl nazván podle Nového Dillí (anglicky New Delhi), hlavního města Indie, a byl poprvé popsán Yongem a spol. v prosinci 2009 u Švéda, který onemocněl rezistentní bakteriální infekcí, kterou se nakazil v Indii. Infekce byla neúspěšně léčena v nemocnici v Novém Dillí a po repatriaci pacienta do Švédska byl identifikován kmen karbapenem-rezistentní bakterie Klebsiella pneumoniae nesoucí nový gen. Autoři z toho vyvodili, že nový mechanismus rezistence „zjevně pochází z Indie, ale je k dispozici málo dat, která by napověděla, jak moc je rozšířen“. V březnu 2010 zjistila studie v nemocnici v Bombaji, že většina karbapenem-rezistentních bakterií izolovaných u pacientů nese gen blaNDM-1.
V květnu 2010 byl v Coventry ve Velké Británii hlášen případ infekce E. coli s NDM-1. Pacientem byl muž indického původu, který o 18 měsíců dříve navštívil Indii, kde se podroboval dialýze. Při počátečních testech byla bakterie rezistentní na všechna testovaná antibiotika, pozdější testy zjistily, že je citlivá na tigecyklin a kolistin. Autoři varovali, že mezinárodní cestování a využívání zdravotní péče ve více státech může vést k „rychlému rozšíření NDM-1 s potenciálně vážnými důsledky“.
V červnu 2010 byly v USA hlášeny tři případy izolátů Enterobacteriaceae s popsaným rezistenčním mechanismem. Podle CDC „všechny tři izoláty byly od pacientů, kteří nedávno přijímali lékařskou péči v Indii“. Američtí experti ovšem tvrdí, že není jasné, zda je tento kmen jakkoli nebezpečnější než existující rezistentní bakterie jako MRSA, které jsou již v USA běžné.
V červenci 2010 hlásil tým v Novém Dillí soubor tří případů bakterie Acinetobacter baumannii produkujících NDM-1, který se objevil na jednotce intenzivní péče v nemocnici v Čennaí (Indie) v dubnu 2010. Stejně jako v předchozím případě byly bakterie plně rezistentní na všechna aminoglykosidová, beta-laktamová a chinolonová antibiotika, byly však citlivé na tigecyklin a kolistin. Široké spektrum antibiotické rezistence je způsobeno tím, že bakterie nesou několik různých genů rezistence navíc k NDM-1.
V srpnu 2010 byla v časopisu The Lancet Infectious Diseases publikována studie mezinárodního týmu. Ta prověřila vznik a rozšíření bakterií nesoucích gen blaNDM-1. Hlásila 37 případů ve Velké Británii, 44 izolátů v Chennai, 26 v Harijáně a 73 na různých dalších místech Pákistánu a Indie. Analýza bakteriálních kmenů ukázala, že mnoho z nich má gen blaNDM-1 v plazmidech, což umožňuje jeho snadný horizontální přenos mezi různými kmeny bakterií. Všechny izoláty byly rezistentní na více různých tříd antibiotik, včetně beta-laktamových, fluorchinolonových a aminoglykosidových, většina však byla citlivých na polymyxinové antibiotikum kolistin.
Začátkem srpna 2010 byla objevena sloučenina GSK-299423, která je výrazně účinná proti rezistentním bakteriím, kterým brání v reprodukci. Může se tedy stát léčivem proti bakteriím s NDM-1.
V srpnu 2010 byla také ohlášen první smrtelný případ. V Belgii zemřel Belgičan pákistánského původu, který se zranil při automobilové nehodě v Pákistánu, byl tam hospitalizován a následně převezen do Belgie.
Roku 2014 bylo objeveno, že molekula aspergillomarasmin A z plísně aspergillus potlačuje rezistenci.
Geny blaNDM-1 se ale vyskytují i na odlehlých místech.

## Reakce Indie
Indické ministerstvo zdravotnictví zpochybnilo závěr časopisu The Lancet, že gen pochází z Indie nebo Pákistánu, označilo ho za „nefér“ a tvrdí, že léčba v indických nemocnicích je zcela bezpečná. Indičtí politici označili spojování nového rezistenčního genu z Indií za „škodlivou propagandu“ a obvinili nadnárodní korporace z toho, čemu říkají „selektivní zlomyslnost“. Hlavní autor studie vydané v roce 2010 v časopisu The Lancet Infectious Diseases, který působí na University of Madras, tvrdí, že nesouhlasí s tou částí článku, která radí lidem, aby se vyhýbali chirurgickým zákrokům v Indii. Politici z Indické lidové strany místo toho tvrdí, že článek v časopisu je lživý a představuje pokus odradit „lékařské turisty“ z Indie. Indické ministerstvo zdravotnictví vydalo prohlášení, že se „silně ohrazuje“ proti nazývání enzymu „New Delhi“.
V kontrastu s tím časopis Journal of Association of Physicians of India vydal v březnu 2010 editorial, který ze vzniku tohoto genu viní široké zneužívání antibiotik v indickém systému zdravotnictví. Tvrdí, že indičtí lékaři „dosud nebrali antibiotickou rezistenci vážně“ a zmiňuje malou kontrolu nad předepisováním antibiotik lékaři nebo dokonce farmaceuty. Times of India tvrdí, že mezi experty panuje obecná shoda, že Indie potřebuje jak lepší systém kontroly nad používáním antibiotik, tak i centrální registr rezistentních infekcí.